# Kampagne der Nichtkooperation
Die Kampagne der Nichtkooperation war eine nationale Volksbewegung zivilen Ungehorsams, die von Mahatma Gandhi und dem Indischen Nationalkongress ausging und vom Herbst 1920 bis zum Februar 1922 stattfand. Sie markierte den Beginn der Ära Gandhi in der indischen Unabhängigkeitsbewegung.

## Hintergrund
Mit dem Rowlatt Act wurde die Notstandsgesetzgebung der Kriegszeit auf unbestimmte Zeit in Indien verlängert und damit die Wirkung der Habeas-Corpus-Akte ausgeschaltet. Polizei und Armee waren berechtigt, alles zu untersuchen und jeden Besitz zu beschlagnahmen, jeden Inder ohne Beweis festzunehmen und einzusperren. Verkündet durch das britische Parlament, den Vizekönig von Indien und das Imperial Legislative Council, trat das Gesetz im März 1919 in Kraft.
Viele Inder waren bereits durch die Entscheidung britischer Behörden, 1,3 Millionen freiwillige indische Soldaten in den Ersten Weltkrieg zu entsenden, ohne das restliche indische Volk in irgendeiner Form zu konsultieren, erheblich aufgebracht. Während die Inder meist über die Frage, den Krieg zu unterstützen oder ihn abzulehnen, geteilte Ansichten hatten, verband sie alle die Frustration über die britische Missachtung und Geringschätzung indischer Ansichten und der darin zum Ausdruck kommende, mangelnde Respekt für indische politische Institutionen.
Der Umgang der Briten mit der indischen Forderung nach politischer Partizipation war jedoch nicht zufällig so zwiespältig: Obwohl Indien keine britische Siedlerkolonie war, tätigten die Briten einen erheblichen Teil ihrer Überseeinvestitionen in ihrer indischen Kolonie. Die Politik der Kolonialmacht zwang Indien, einen beträchtlichen Teil seiner Nahrungsmittelproduktion zugunsten des Anbaus von Tee, Indigo, Baumwolle und Opium aufzugeben. Briten kontrollierten die Gewinnung von Salz und den Salzhandel. Die riesigen Stofffabriken in Manchester überschwemmten den indischen Markt und trieben die indischen Manufakturen in den Ruin. Dilke formulierte 1862 folgerichtig: "Würden wir Australien oder das Kap verlassen, dann blieben wir dennoch weiterhin die Hauptabnehmer dieser Länder; verließen wir aber Indien oder Ceylon, so hätten diese Länder überhaupt keine Abnehmer. Da sie nämlich in Anarchie versänken, würden sie sofort aufhören, ihre Güter zu exportieren und unsere Erzeugnisse zu verbrauchen."
Daneben war Indien eine zentrale Machtbasis des britischen Weltreichs. Ohne lästige Einsprüche des britischen Unterhauses stellte die indische Armee beträchtliche Truppen, mit denen imperialistisch gesinnte Kabinette 1839, 1856 und 1859 in China, 1856 in Persien, 1867 in Äthiopien und Singapur, 1868 in Hongkong, 1878 in Afghanistan, 1882 in Ägypten, 1885 in Birma, 1893 in Nyassaland und 1896 im Sudan und Uganda intervenieren konnten. Indien war die "englische Kaserne in den Meeren des Orients", die eine Viertelmillion Soldaten stellte und die Kontrolle über eine riesige Einsatzreserve bedeutete. Da das indische Kaiserreich seine Armee und deren (britische) Kriege selbst finanzierte, ermöglichte es den viktorianischen Kabinetten, eine nahezu vom Parlament unbehelligte Großmachtpolitik im Orient und Ostasien zu betreiben. Während die indische Armee den britischen Handel schützte, ermöglichten die reichen Einkünfte aus diesem Handel diese Armee und warfen eine ordentliche Rendite für britische Investitionen ab. Indische Partizipation hätte dieses Modell nur gestört.
Waren die Forderungen liberaler Politiker, wie Gopal Krishna Gokhale und Ali Jinnah nach Autonomie oder radikalerer Politiker, wie Annie Besant und Bal Gangadhar Tilak nach Home Rule, in der Vergangenheit immer von Petitionen, Zeitungsartikeln und großen öffentlichen Versammlungen und Demonstrationen begleitet worden und nicht von Unordnung und Obstruktion gegenüber der Regierung, so verlangten sie auch nicht, das britische Empire zu verlassen. Tatsächlich waren viele sogar dagegen. Dennoch sahen die britischen Behörden die Notwendigkeit, ihre Herrschaft über Indien im Stile des Kriegsrechts zu verhängen.

## Champaran, Kheda, Kalifat und Amritsar
Mahatma Gandhi hatte in Südafrika und ebenso 1918 in Champaran, Bihar und Kheda, Gujarat, bewiesen, dass der einzige Weg, den Respekt und die Aufmerksamkeit der Briten zu erreichen, in aktivem Widerstand durch zivilen Ungehorsam gegen die Regierungsaktivitäten bestand. Bei zwei Gelegenheiten in Südafrika hatte Gandhi in der Natal-Provinz die britischen Behörden durch seine Satyagraha-Methoden gezwungen, repressive Gesetze und unmenschliche Praktiken gegenüber indischen Arbeitsverpflichteten zu widerrufen.
1918 hatte er extrem arme Bauern aus Champaran und Kheda bewegt: Nicht genug, dass sie unter allen Arten sozialen Übels wie Armut, unhygienischen Lebensbedingungen, häuslicher Gewalt, Diskriminierung, Frauenunterdrückung und Unberührbarkeit litten, wurden diese Bauern auch noch ohne Ausgleich gezwungen, anstelle von Nahrungsmitteln Feldfrüchte wie Indigo, Tabak und Baumwolle anzubauen, die höheren finanziellen Ertrag brachten. Trotz Unterernährung und Hungersnot hatten sie Steuern und Pachtabgaben zu zahlen.
Gandhi organisierte ein ihm ergebenes Team von Aktivisten, sprach den Menschen Mut zu, einte Hindus und Moslems und veröffentlichte gezielt detaillierte Berichte über die elende Lage in der Region. Die Menschen weigerten sich, Steuern zu zahlen und organisierten Proteste, bereiteten sich auf Verhaftungen und Vermögensbeschlagnahme vor. Gandhi selbst wurde in Champaran von der Polizei verhaftet, aber der folgende öffentliche Aufschrei war schädlicher für die Behörden. Die ganze Nation war außer sich: Hunderttausende protestierten überall in den Provinzen Bihar und Gujarat, so dass Gandhi schließlich freigelassen werden musste.
Die betroffenen Provinzregierungen erklärten sich angesichts der Hungersnot mit der Aussetzung der Besteuerung einverstanden, erlaubten den Bauern, ihre eigenen Feldfrüchte anzubauen, ließen alle politischen Gefangenen frei und erstatteten beschlagnahmtes Vermögen und Grundbesitz zurück. Es war der größte Sieg über das britische Empire seit der Amerikanischen Revolution.
Gandhi wurde durch eine neue Generation indischer Revolutionäre wie Rajendra Prasad und Jawaharlal Nehru unterstützt. In Kheda wurde die gesamte Revolte von Sardar Vallabhbhai Patel geleitet, der zu einer Art Leutnant Gandhis wurde. Diese Aktivisten und mit ihnen Millionen waren inspiriert und bereit, es auf nationaler Ebene zu wiederholen. Auf nationaler Ebene bildete sich eine neue Organisation Freiwilliger, die Congress Volunteers. Durch das Massaker in Amritsar, Punjab, war bereits klar, dass die Anwendung des britischen Kriegsrechts nach dem Rowlatt Act tragisch und für alle Inder inakzeptabel wäre.
Millionen indischer Moslems lehnten die Unterstützung der Kolonialregierung für Mustafa Kemal (später Atatürk genannt) in der Türkei ab, der das Osmanische Sultanat, das als Kalifat des Islam fungierte, abgeschafft hatte. Führende Moslems bildeten das Kalifat-Komitee, um gegen die Aktionen zu protestieren und einen Weg zu finden, die britischen Behörden zu zwingen, ihre Besorgnis nicht länger zu ignorieren. Gandhi unterstützte die Kalifat-Bewegung, was auf Kritik seitens der damals eher säkularen Muslimliga unter Muhammad Ali Jinnah stieß.
Bei einer öffentlichen Versammlung unbewaffneter Zivilisten am 13. April 1919 in Jallianwala Bagh in Amritsar hatte General Reginald Dyer seine Truppen das Feuer auf die Menschen eröffnen lassen, ohne sie aufzufordern oder ihnen Gelegenheit zu geben, den Ort zu verlassen. Nach dem offiziellen schönfärberischen Bericht hatte dieses Massaker 379 Menschen das Leben gekostet und 1.200 Verletzte zurückgelassen; dem gegenüber sprach der sachliche, nüchterne und wahrheitsgetreue Bericht, den Gandhi für die Kongresspartei aufgrund sorgfältiger Dokumentenanalyse und Zeugenaussagen abfasste, von mehr als tausend Toten und mehreren tausend Verletzten. Weder Frauen noch Kinder oder Greise waren verschont worden. Dyer wollte nach eigenem Eingeständnis ein Exempel statuieren. Das Blutbad sollte Furcht und Schrecken verbreiten und zur Abschreckung gegen weitere Proteste dienen. Das Gegenteil war der Fall: Die Empörung im Punjab führte zur Verhaftung Tausender, Schlägereien und weiteren Toten durch die Polizei und einige gewalttätige Demonstranten. Das Amritsar-Massaker gilt als eines der schändlichsten Ereignisse britischer Herrschaft in Indien und läutete das Ende der Kolonialzeit ein.

## Satyagraha
Gandhis Idee bestand in einem indienweiten Satyagraha-Protest gegen den Rowlatt Act. Alle Büros und Fabriken sollten geschlossen werden. Inder wurden ermutigt, Schulen und Universitäten, die durch das koloniale Indische Kaiserreich Raj gefördert wurden, ebenso zu verlassen wie die Polizei, das Militär und den Staatsdienst, und Rechtsanwälte sollten die Gerichte des Raj verlassen. Inder wurden aufgefordert, ihre einträglichen Ämter niederzulegen und auf aussichtsreiche Karrieren zu verzichten. Öffentlicher Verkehr (Eisenbahn), in Großbritannien hergestellte Güter, speziell Kleidung wurde boykottiert. Auf der Woge erster Begeisterung hatte Gandhi die Forderungen nach Swaraj, der vollständigen Unabhängigkeit binnen eines Jahres erhoben, musste allerdings bald einsehen, dass dieses Ziel so schnell nicht zu erreichen war.
Um die Boykottaktionen zu steigern, hatte er einen Steuerstreik im Unterbezirk Bardoli, Gujarat, geplant. Schließlich verkündete er einen Boykott der gerade angesetzten Wahlen, der die Kongresspolitiker zwang, statt des parlamentarischen jetzt den außerparlamentarischen Weg zu beschreiten und Gandhi dabei zu unterstützen. Er wollte keine Gewalt oder Zwang auf Seiten der Demonstranten, forderte vielmehr jeden Demonstranten auf, gegebenenfalls Haftstrafen in Kauf zu nehmen und bei einem Angriff der Polizei die Prügel zu ertragen ohne zurückzuschlagen. Jeder Inder sollte die Einheit von Hindus und Moslems beachten und alle Kasten- oder ethnischen Vorurteile ablegen, um durch die Einheit des Landes den friedlichen Aufstand zu fördern.
Viele indische Politiker kritisierten Gandhis Pläne. Veteranen des Freiheitskampfs wie Bal Gangadhar Tilak, Bipin Chandra Pal, Ali Jinnah und Annie Besant widersprachen der Idee. Die Muslimliga kritisierte die Ideen ebenfalls. Aber große Teile der jüngeren Generation indischer Nationalisten war von der Idee fasziniert und unterstützte Gandhi. Die Kongresspartei übernahm seine Ideen und erhielt Unterstützung von Moslems wie Maulana Abul Kalam Azad, Mukhtar Ahmed Ansari, Hakim Ajmal Khan, Abbas Tyabji, Maulana Mohammad Ali und Maulana Shaukat Ali. Gandhi wurde 1919 und 1920 zum Präsidenten des Indischen Nationalkongresses sowie der All India Home Rule League gewählt. Letztere dominierten einstweilen noch Gandhis Kritiker wie Jinnah, Besant und Tilak.

## Erfolg und Aussetzung
Der Erfolg des Aufstands war ein Schock für die britischen Behörden und eine massive Ermutigung für Millionen von Indern ihren Kampf fortzusetzen. Neben einem nahezu totalen Boykott des Regierungsapparats scherten Millionen aus den vom Kolonialreich geförderten Schulen und Colleges, der Polizei und der Armee aus, um in die von den Nationalisten entwickelten Institutionen einzutreten, insbesondere in die Kongresspartei mit Gandhi an der Spitze.
Gandhi, Azad, Nehru, Prasad, Ansari, Khan und die Ali-Brüder wurden viele Monate inhaftiert. Die Armee hatte Kernfunktionen zu übernehmen, um die Regierung aufrechtzuerhalten. Viele Hunderttausende kamen indienweit ins Gefängnis, aber die Revolte breitete sich auf die indischen Kleinstädte und sogar die Dörfer aus. Auf riesigen öffentlichen Scheiterhaufen wurden europäische Kleidung und Güter überall im Lande verbrannt. Tausende wurden durch Armee und Polizei verletzt, Hunderte getötet. Aber es kam auch zu Ausschreitungen seitens der Demonstranten.
Drei Jahre lang folgte eine Reihe von Revolten. Am 4. Februar 1922 zündete eine aufgebrachte Menge in dem kleinen nordindischen Dorf Chauri Chaura eine Polizeistation an, wobei auch 15 indische Polizisten im Sold der Briten zu Tode kamen. Vor diesem Gewaltausbruch hatte es bereits Angriffe auf europäische Zivilisten, Polizeioffiziere und Einrichtungen gegeben.
Gandhi kam zu der Überzeugung, dass der Aufstand außer Kontrolle geraten war. Um zu verhindern, dass die Bewegung durch ungezügelte Gewalttaten ihren Charakter änderte und sich ein wütender Mob gegen Polizei und Militär erhob, entschied er, den Aufruf zum nationalen Widerstand auszusetzen und es nicht bei einer Entschuldigung für den Gewaltausbruch zu belassen. Viele Aktivisten zeigten sich zwar von dem Chauri-Chaura-Zwischenfall betroffen, wollten den Kampf jedoch fortsetzen, darunter auch Nehru, der sich gerade in Haft befand.
Daraufhin kündigte Gandhi einen unbegrenzten Hungerstreik an, um der Forderung nach Einstellung der Kampagne Nachdruck zu verleihen. Nach 21 Tagen ununterbrochenen Fastens gaben Millionen von Aktivisten, viele durch den Sinneswandel überrascht und wütend über den eigenmächtigen Beschluss, ihren Aufstand auf, um Gandhis Leben zu retten. Die führenden Kongressmitglieder unterstützten nunmehr den Aufruf zur Beendigung der Revolte.

## Nachspiel
Obwohl er den nationalen Aufstand im Alleingang beendet hatte, wurde Gandhi sofort verhaftet. Während der Kampagne hatte die Regierung darauf verzichtet, um nicht unnötig Öl ins Feuer zu gießen. Jetzt ließ sie ihm den Prozess machen, bei dem Gandhi keinen Versuch unternahm, sich zu verteidigen, vielmehr übernahm er persönlich die Verantwortung für die Tötungen. Er habe die Beteiligten zu wenig auf den friedlichen Charakter der Aktionen vorbereitet. Wegen umstürzlerischer Veröffentlichungen wurde Gandhi zu sechs Jahren Haft verurteilt, wobei der britische Richter betonte, er wäre froh, wenn die Regierung ihn freilassen würde. Eine notwendige Blinddarmoperation nahm die Regierung in Delhi zum Anlass, Gandhi bereits nach zwei Jahren aus dem Gefängnis zu entlassen.
Zwar sammelten sich die meisten führenden Kongressparteimitglieder hinter Gandhi, waren aber dennoch desillusioniert. Angesichts des Ausgangs sahen viele Gandhi als mit leeren Händen dastehend an. Sein politischer Einfluss drohte verloren zu gehen, was der britischen Regierung nicht ungelegen kam. Die Ali-Brüder wurden bald scharfe Kritiker. Motilal Nehru, Vater von Jawaharlal Nehru, und Chittaranjan Das gründeten innerhalb der Kongresspartei die Swaraj Party, die Gandhis Führung ablehnte. Viele Nationalisten vertraten die Auffassung, die Nichtkooperationsbewegung hätte nicht wegen einiger isolierter gewalttätiger Zwischenfälle beendet werden sollen.
Zeitgenössische Historiker und Kritiker vermuteten, dass die Bewegung erfolgreich genug war, um der britischen Herrschaft bereits vor 1947 ein Ende zu bereiten. Andere verteidigten Gandhis Entscheidung. Wenn die Revolte gewaltsam fortgeführt worden wäre, hätte sie nicht die Unterstützung von Millionen Indern gefunden.

## Salzmarsch
Gandhis Verpflichtung zu Gewaltfreiheit wurde zwischen 1930 und 1934 umgesetzt, als mehrere zehn Millionen Inder an der Salzsatyagraha teilnahmen, die den indischen Unabhängigkeitskampf als gewaltfreie Auseinandersetzung weltberühmt machte. Die Satyagraha endete mit einem ehrenvollen Erfolg – die Forderung der Inder wurde erfüllt und die Kongresspartei als wirkliche Repräsentantin des indischen Volkes anerkannt. Das Gesetz über die Regierung Indiens von 1935 führte zu einer Vorstufe von demokratischer Selbstregierung.